# Leibulf de Provenza
Leibulf, Leybulf o Letibulf fue el conde de Provenza en el siglo IX. Junto con Gaucelmo, que gobernó Gotia, y Bera, que gobernó Cataluña, fue uno de los tres magnates más importantes en el sur durante el temprano reinado de Luis el Piadoso, durante el cual el emperador reorganizó el gobierno de territorio.
Los orígenes de Leibulf son desconocidos, aunque es alta la probabilidad de que fuera natural de la Provenza, donde ocupó ex rebus proprietas (tierra alodial) en Arlés. Su ascenso al poder se produjo en los últimos años del reinado de Carlomagno (768-814), que le pudo haber otorgado muchos de los honores que tenía. Junto con Bera y el gascón Sancho I, dirigió un contingente de provenzales contra Barcelona entre 801 y 802.
Leibulf fue un mecenas del monasterio de Lérins. Cambió algunas fincas con Noton, arzobispo de Arlés. Murió en el año 829 (después del 16 de marzo, fecha de su última donación a Lérins) y Bernardo de Septimania le rindió honores. Le sucedió probablemente en Provenza el duque de Guerin.